# Karlslunde
Karlslunde er en sydvestlig bydel i Storkøbenhavn beliggende på Østsjælland ca. 4 km sydvest for Greve Strand og 5 km nordøst for Solrød Strand, umiddelbart ud til Køge Bugt. Bydelen ligger i Greve Kommune, der har 52.157 indbyggere  (2024).
Karlslunde Station betjenes af S-togslinje E og A. Køge Bugt Motorvejen går gennem området.
Byen rummer bl.a. Karlslunde Kirke og Karlslunde Strandkirke, to folkeskoler og flere butikker.

## Mindesten

### Mindesten for sejr over venderne (1925)
I 1153 stod et stort og mindeværdigt slag om Karlslunde og Mosede:
En stille, stjerneklar nat i sensommeren 1153 angreb en skare vendiske krigere, fodfolk og ryttere Roskilde. Et par dage før var de landet med en flåde ved Mosede. De håbede på at overraske og udplyndre domkirkebyen. Efter det første anslag mod venderne ved Roskilde, jog kongen dem mod syd. Da de første vendiske ryttere  nåede Karlslunde byport, blev de mødt af danske krigere anført af Radulf. Han pressede venderne ud i kornmarker, hvor deres små heste (røvet fra sjællandske bønder) havde sværere ved at komme frem end danskernes kraftige krigsheste. Nogle af venderne især fodfolket blev hugget ned. Efter en kort kamp flygtede resten til hest mod Køge Bugt, hvor de styrtede ud over Mosede Klint. Nogle blev knust mod strandens sten, andre svømmede ud til deres skibe og undslap.

## Kommunegrænserne
Til 1970 udgjorde Karlslunde sammen med nabobyen Karlstrup Karlslunde–Karlstrup Kommune. Siden har Karlslunde hørt til Greve Kommune.